# كتابات كليمنتية
الكتابات الكلمنتية هو الاسم الذي أطلق على عمل ديني روائي احتوى على سجل دوّنه كاتب يدعى كلمنت (وهو إما البابا كلمنت الأول (أو اقليمس أو اكليمنضس)، أو ابن عم الإمبراطور دوميتيان تيتوس فلافيوس كليمينس) لخطب بطرس، التي دوّنها كلمنت أثناء مرافقته لبطرس في رحلاته.

## وصلات خارجية
- مقالة جون تشابمان سنة 1904 في الموسوعة الكاثوليكية: الكتابات الكليمنتية (بالإنجليزية)
- مقالة كوفمان كوهلر سنة 1911 في الموسوعة اليهودية: الكتابات الكليمنتية (بالإنجليزية)